# Alberto Morellini
Alberto Morellini (* 1. Juli 1939 in Mailand) ist ein ehemaliger italienischer Radrennfahrer und nationaler Meister im Radsport.

## Sportliche Laufbahn
Morellini war im Straßenradsport aktiv. 1967 siegte er in der nationalen Meisterschaft im Straßenrennen der Amateure vor Giovanni Pifferi. Im Gran Premio della Liberazione 1967 kam er auf den 5. Platz.
1969 wurde er Berufsfahrer und blieb bis 1970 als Radprofi aktiv. Bis auf einige Platzierungen in italienischen Eintagesrennen hatte er als Profi keine Erfolge. 1969 schied er im Giro d’Italia aus.